# Elizabeth Scarlett
Elizabeth A. Scarlett (Brooklyn, 1961) es una académica y escritora estadounidense. Es Catedrática de español en el Departamento de Lenguas y Literaturas Románicas de la Universidad de Búfalo de la Universidad Estatal de Nueva York. Completó su licenciatura en Literatura Comparada en la Universidad Washington en San Luis y sus títulos de posgrado en la Universidad de Harvard. Fue asistente de enseñanza de lenguas extranjeras Fulbright en 1983-84 en Carcasona, Francia, y fue estudiante de intercambio en 1988-89 en la Universidad de Sevilla, España.
El Instituto Cervantes la incluye entre las principales figuras de los estudios hispánicos de los Estados Unidos. Su primer libro, Under Construction: The Body in Spanish Novels (University Press of Virginia, 1994) fue seleccionado para la Lista de Libros Académicos Sobresalientes de 1995 por la revista Choice. Su segundo libro en solitario es Religion and Spanish Film: Luis Buñuel, the Franco Era, and Contemporary Directors (University of Michigan Press, 2014). También coeditó (con Howard B. Wescott) la colección Convergencias Hispánicas: Selected Proceedings and Other Essays on Spanish and Latin American Literature, Film, and Linguistics ( Juan de la Cuesta Spanish Monographs, 2001). Ha publicado numerosos ensayos críticos en revistas arbitradas y volúmenes editados por pares en América del Norte y Europa. Su crítica literaria se basa en la teoría narrativa y el feminismo. Su trabajo cinematográfico "combina el estudio de autor con el análisis de género" y acentúa la persistencia de la imaginería y los temas católicos en el cine español.

## Obras de libre acceso en línea
• "Martyrs and Saints of the Spanish Civil War Era: Enshrinement of the Right and Historical Memory." Rite, Flesh, and Stone: The Matter of Death in Contemporary Spanish Culture (1959-2020). Ed. Daniel García Donoso y Antonio Córdoba. Nashville: University of Vanderbilt Press, 2021. Páginas 97-118 [páginas no numeradas en línea; el ensayo se encuentra haciendo clic en el Capítulo 4 en la Tabla de Contenidos].
• "RECording the End Time in Twenty-First-Century Spanish Film." Hispanic Issues On-Line (HIOL) 23 (2019): 184-205.
• "El feminismo en la ficción de Gertrudis Gómez de Avellaneda y de Clara Sánchez". AnMal Electrónica 42 (2017): 179-87.
• "Luis Buñuel: Introduction," "Luis Buñuel: Overviews" Oxford Bibliographies: Cinema and Media Studies. Oxford, U.K.: Oxford University Press, 2016.
• "Introduction: God and the Spanish Director." Religion and Spanish Film: Luis Buñuel, the Franco Era, and Contemporary Directors. Ann Arbor: University of Michigan Press, 2014. Páginas 1-20.
• Religion and Spanish Film: Luis Buñuel, the Franco Era, and Contemporary Directors. Ann Arbor: University of Michigan Press, 2014.
• "Pedro Almodóvar and the Professions: The Case of La piel que habito." MIFLC Review 16 (2012-2014): 81-92.
• Convergencias Hispánicas: Selected Proceedings and Other Essays on Spanish and Latin American Literature, Film, and Linguistics. Ed. Elizabeth Scarlett y Howard B. Wescott. Newark, DE: Juan de la Cuesta, 2001. Homenajes, no. 18.
• "Pascual Duarte y los asesinos en serie". Actas del XII Congreso de la Asociación Internacional de Hispanistas . vol. 5. Ed. Derek Flitter. Birmingham, Reino Unido: Universidad de Birmingham y Doelphin Books, 1998. Páginas 250-256.
• "Conversación con Antonio Muñoz Molina". España Contemporánea 7.1 (primavera de 1994): 69-82.
• "Introduction." Under Construction: The Body in Spanish Novels. Charlottesville: Prensa Universitaria de Virginia, 1994. Páginas 1-9.
• Under Construction: The Body in Spanish Novels. Charlottesville: University Press of Virginia, 1994.